# 查理·汤森
查尔斯·汤森（英語：Charles Townshend，1725年8月28日—1767年9月4日）是英国的一位政治家，曾担任英国的财政大臣、贸易委员会主席，他提出的《湯森法令》被认为是引发美国革命的主要原因之一。

## 家庭
- 亨利·斯科特 (巴克卢公爵)，继子